# Cnemophilus
Cnemophilus – rodzaj ptaków z rodziny płatkonosów (Cnemophilidae).

## Zasięg występowania
Rodzaj obejmuje gatunki występujące w górach na Nowej Gwinei.

## Morfologia
Długość ciała 22–24 cm; masa ciała 60–104 g (samce są nieco większe i cięższe od samic).

## Systematyka

### Etymologia
- Cnemophilus: gr. κνημος knēmos „stok górski”; φιλος philos „kochający”, od φιλεω phileō „kochać”[6].
- Loria: dr Lamberto Loria (1855–1913), włoski etnolog, odkrywca, kolekcjoner z Nowej Gwinei[7]. Typ nomenklatoryczny: Loria loriae Salvadori, 1894.

### Podział systematyczny
Do rodzaju należą następujące gatunki:
- Cnemophilus loriae (Salvadori, 1894) – płatkonos czarny
- Cnemophilus macgregorii De Vis, 1890 – płatkonos ognisty